# Vasile Ursu Nicola
Vasile Ursu Nicula (n. 1731, Arada, azi Horea – d. 28 februarie 1785, Alba Iulia), cunoscut și ca Nicola sau Horea, a fost, alături de Ion Oargă (Cloșca) și Gheorghe Giurgiu (Crișan), conducătorul răscoalei țărănești de la 1784 din Transilvania. A fost un țăran ager la minte, încredințat de câteva sate din Țara Moților să prezinte plângerile lor în fața împăratului austriac Iosif al II-lea. Alexandru Sterca Șuluțiu îl descrie pe Horea drept un „om cu multă isteție și înțălepciune naturală înzăstrat, îndrăzneț și în ducerea proceselor pînă atunci înaintea tribunalelor poporului său norocit”. Horea a jucat un rol important în declanșarea revoltei din 1784. Revolta a început în satele Curechiu și Mestecăniș, extinzându-se apoi în părțile de vest ale Ardealului. Armata austriacă a înăbușit revolta, iar capii răscoalei au fost arestați, fiind trădați chiar de către români. Crișan s-a spânzurat în închisoarea de la Alba Iulia, iar Horea și Cloșca au fost executați public la Alba Iulia, prin frângere cu roata, la 28 februarie 1785.

## Răscoala
În ziua de 28 octombrie 1784, la târgul săptămânal de la Brad (județul Hunedoara), Crișan, unul dintre cei trei conducători ai răscoalei, i-a convocat pe țăranii români care veneau la târg să se adune duminica următoare în număr cât mai mare la biserica din Mesteacăn. Ascuns sub podul de peste Criș, pentru a nu fi observat de oamenii autorităților, îi chema la sine pe țărani, spunându-le că Horea ar fi primit porunca împăratului ca românii să fie militarizați. Pentru a fi mai convingător, le arăta oamenilor o cruce de aur, despre care spunea că Horea a primit-o ca drept scrisoare de încredințare de la însuși împăratul.
Ca urmare, la data de 31 octombrie 1784, duminică, un număr de câteva sute de țărani (sursele de epocă, cum ar fi Memoriul mare al comitatului Hunedoara sau depoziția din Crișcior a lui Marcu Giurgiu, dau cifre diferite, de la 200 până la 600 oameni) s-au strâns la biserica din Mesteacăn, unde după slujba religioasă Crișan le-a spus că împăratul Iosif al II-lea a hotărât ca iobagii români să presteze de acum înainte numai o singură zi de muncă pe săptămână în folosul domnilor de pământ și chiar și pentru aceasta stăpânii sunt obligați să le plătească 30 creițari pe zi, iar cine nu vrea să mai presteze serviciu iobăgesc, să meargă la Alba Iulia pentru a fi înrolat militar. Pentru că țăranii erau neîncrezători în pretinsa poruncă imperială, Crișan le-a arătat o cruce de aur ca dovadă, spunându-le că însuși Horea ar fi primit-o de la împărat, ca întărire a celor zise. După aceea, țăranii au fost puși să jure în biserică cum că vor urma pe Crișan spre Alba Iulia, după ce și preotul satului a întărit că cele spuse de Crișan sunt adevărate. La urmă de tot, Crișan le-a cerut țăranilor să își ia de acasă merinde pentru patru zile și a doua zi să se adune la Curechiu, luând un drum ocolit spre Alba Iulia, pentru a nu fi opriți de către autorități.
Între timp însă, acestea aflaseră de adunare și vicecomitele substitut al Zarandului, Hollaki Istvan, a trimis doi juzi nobiliari, pe Gal Mihaly din Baia de Criș și pe Nalaczi Farkas din Brad, împreună cu câțiva soldați, să îi prindă pe capii răsculaților. În Curechiu țăranii au ajuns la 1 noiembrie, unde au înnoptat. Juzii nobiliari au trimis înainte pe un gornic, Petru Cara din Crișcior, pentru a afla unde se află conducătorii răsculaților și aflând casa în dormea Crișan, au intrat cu soldații în sat. Au fost însă simțiți de către țărani, care i-au atacat imediat și pe cei doi juzi i-au ucis pe loc, pe soldați i-au bătut, dar i-au lăsat în viață ca fiind ostași ai împăratului. Gornicul a fost ucis puțin mai târziu, din ordinul lui Crișan.
A doua zi, 2 noiembrie, Crișan i-a adunat pe țărani în afara satului, cerându-le să continue drumul, însă în urma celor petrecute peste noapte, aceștia se temeau că familiile lor rămase acasă sunt în primejdie. În această situație, Crișan i-a dus pe țărani la biserica din sat și le-a comunicat ceea ce spunea el că e noua poruncă, și anume să ucidă și să jefuiască pe toți nobilii, aceasta fiind tot poruncă a împăratului.
La această nouă poruncă, mulțimea de țărani adunată a pornit imediat asupra satului Crișcior, cel mai apropiat de locul în care se aflau ei. Nobilimea de aici a fost luată prin surprindere, o parte a reușit să fugă, alții au fost uciși. Au fost jefuite bunurile nobiliare, inclusiv biserica reformată. În aceeași zi, în jurul orei 15, răsculații s-au îndreptat spre Brad, în frunte cu Crișan. Și aici nobilimea a fost surprinsă, o parte dintre nobili refugiindu-se cu familiile în turnul bisericii reformate. Răsculații au reușit să pătrundă în turn, pe o parte din nobili i-a ucis, pe o parte i-a capturat, iar după câteva zile a botezat prinșii în religia ortodoxă, în schimbul vieții acestora. Au fost uciși în total 15 membri ai familiilor nobiliare, având loc aceleași prădăciuni, inclusiv asupra bisericii reformate.
Din Brad răsculații s-au împărțit în două cete, una mergând spre Ribița, alta spre Mihăleni.
Ceata care s-a îndreptat spre Ribița a ajuns acolo la 3 noiembrie, dis-de-dimineață. O parte dintre nobili a reușit să se refugieze în casa perceptorului Ribiczei Jozsef, de unde a opus rezistență până spre amiază, în acest timp ucigând nouă dintre țăranii care îi atacau. Rezistența a luat sfârșit când țăranii au dat foc casei în care se apăratu nobilii și i-au ucis pe aceștia pe măsură ce ieșeau din casa în flăcări. Au fost 42 victime în rândul familiilor nobiliare, multe dintre acestea fiind din familia Ribiczei, cu care țăranii și minerii localnici avuseseră multe procese și plângeri în trecut, din cauza abuzurilor mari și repetate ale vicecolonelului Ribiczei Adam, principal acționar la mina 12 Apostoli din Ribița. Au fost și aici devastate și jefuite bunurile nobiliare și biserica reformată.
În timp ce la Ribița se întâmplau acestea, la Mihăleni opera cealaltă ceată, unde a ucis câțiva membri ai unor familii nobiliare și a jefuit. În aceeași zi, țăranii din Hărțăgani și Săliște s-au îndreptat spre satul Trestia pentru a ataca curțile generalului conte Gyulai Ferencz. La început au fost întorși din drum de ștempar român al contelui, dar au revenit cu ajutorul altor doi iobagi ai contelui și distrus și jefuit totul, inclusiv capturând 50 kilograme praf de pușcă. A doua zi, ceea ce a mai rămas din proprietățile contelui au fost jefuite din nou de țăranii din Trestia. În satul Lunca, răsculații l-au ucis pe provizorul generalului, iar pe două fete crescute la curtea nobilului le-au măritat cu forța, pe una cu un soldat în concediu și pe alta cu un iobag român. Bunurile generalului din Lunca au fost jefuite și distruse, alături de cele din Trestia, Luncoi și Biscaria. În Băița au devastat două proprietăți, iar răscoala întinzându-se rapid, au fost distruse, jefuite și arse și alte proprietăți nobiliare, în Ociu, Aciua, Aciuța, Pleșcuța, Hălmagiu, Hălmăgel.
În 4 noiembrie, o altă ceată de țărani răsculați a lovit Baia de Criș, unde a atacat reședința călugărilor franciscani bulgarici, pe care a distrus-o și au jefuit-o, iar pe doi călugări i-au bătut grav; patru nobili au fost uciși, iar jumătate din populația neromânească a localității a fost botezată ortodoxă; bunurile nobiliare și bisericești neromânești au fost jefuite și distruse.
În 5 noiembrie a fost distrusă curtea contelui Bethlen Jozsef, apoi pivnița și cârciuma; a fost distrusă și casa tricesimatorului. Tot în aceeași zi a fost arsă curtea nobilului Hollaki Pal din Aciuța. Nobilii care au reușit să fugă s-au refugiat la casa oficiul de sare din Hălmagiu, care nu a fost atacată de țărani pentru că era proprietate imperială. Soldații care păzeau casa oficiului de sare nu au fost atacați nici ei, tot pentru că slujeau împăratului.

Cum răscoala s-a răspândit rapid, țăranii au ocupat repede tot Zarandul, au închis drumurile, au luat măsuri proprii de pază, introducând chiar "pașapoarte" românești. Textul unui astfel de "pașaport": 
Passus. Tuturora celor ce se cuvine a ști, cinstiților preoți sau mireni, pentru acest preot pater facem a ști în țară cu porunca celor mai mari c-au căpătat grație împărătească, și avem poruncă de la părintele protopop nimenea să nu îndrăznească a-i face ceva, și cu pace bună încă să-l povățuiți cu om până la domnul Bukova. Prin aceia rămânem de bine voitori noi, ieu Popovici Popa din Crișcior, Popa Costandin din Crișcior iproci. Mesița octo[m]brie în 30 zile (adică 10 noiembrie), Anul Domnului 1784
Din cercul Zarandului răscoala se întinde în comitatul propriu-zis al Hunedoarei și se ridică toate satele de pe partea dreaptă a Mureșului. Din jurul Devei cetele de țărani o iau în trei direcții: pe Mureș în jos, trecând apoi și în comitatul Aradului; pe Valea Streiului cu Țara Hațegului; pe Mureș în sus, în comitatul Alba până aproape de Alba Iulia, atingând și comitatul Sibiu. O altă direcție principală au luat-o din Zarand spre Munții Abrudului, spre Câmpeni, Abrud, Roșia Montană, pe Arieș în sus. De aici un grup a luat-o spre comitatul Cluj, altul, mai mare, spre Arieș, Ighiu, Cricău și Galda.
Contaminate de suflul răscoalei din Zarand, satele din comitatul Hunedoara se ridică și ele, atacând și prădând proprietățile nobiliare din Sulighete, Chișcădaga, Băița. Atacă și în Brănișca, Șoimuș, Leșnic, Sârbi (aici l-au împușcat mortal pe comisarul rectificator al dării). În târgul Ilia au ucis întreaga familie a unui nobil și pe cea a preotului reformat, alături de mai mulți alți câțiva membri ai altor familii nobiliare. Au fost prădate și distruse proprietățile nobiliare și bisericile reformată și catolică. În Gurasada de asemenea, au fost uciși câțiva nobili, inclusiv femei și copii și jefuite proprietățile nobiliare. În Lăpușnic au fost pustiite mai multe proprietăți ale nobililor.
În 6 noiembrie au fost distruse două case ale tricesimatorului din Dobra, alături de bunurile altor nobili din localitate. Pagube însemnate au fost făcute în localitățile Vulcez, Brâznic, Muncelul Mic, Stâncești-Ohaba, Tei, Roșcani și Lăsău din domeniul Devei. Jafuri au avut loc și la Roșcani, unde a fost nimicită printre altele și moara de hârtie, proprietate nobiliară. Prăzi similare și în Gura Dobri. În Abucea au fost arse până la pământ mai multe clădiri nobiliare, la fel ca în Lasău. Jafurile au continuat în Băcia, Bărești, Vulcez, Glodghilești, Tătărești, în ultima localitate fiind ucis un nobil. În aceeași zi, în Zam răsculații au jefuit și ulterior au ars crâșma și casa tricesimală. Din Zam răscoala a trecut în comitatul Arad.
Din Zam răscoala trecu în comitatul Arad, primul sat atins fiind Petriș. Aici obiectivul răsculaților era castelul Szalbek, unde câțiva slujitori de rang mărunt se baricadară pentru a apăra proprietatea nobiliară. Până la urmă, unul dintre apărători, român, îi convinse pe ceilalți să nu opună rezistență și să predea totul răsculaților, lucru care s-a și întâmplat, iar aceștia din urmă au jefuit, iar apoi au incendiat tot ce aparținea nobilului local. Participanți la atac au fost, alături de țăranii din Petriș, și cei din satul vecin, Săliște. Din Petriș răsculații au trecut în satul Ilteu, unde de asemenea au jefuit și incendiat proprietățile nobiliare aflate aici. În următorul sat, Toc, s-au întâmplat aceleași jafuri și incendieri, iar în Cuiaș au prădat ce au găsit acolo.
În Săvârșin, unde se afla curtea și castelul vicecomitelui Forray Andras, încă din 7 noiembrie provizorul a cerut ajutoare în oameni înarmați, pentru a-i opri pe răsculați, care au ajuns în localitate în data de 8 noiembrie, în jurul orei 14. Apărătorii castelului, care s-au adunat în număr de doar 30-40 oameni, nu au opus nicio rezistență în fața numărului mult mai mare al răsculaților. Le-au deschis porțile și tot ce a fost în castel a fost prădat, iar ceea ce nu au putut jefui, au ars. Pe lângă castel, au fost arse și alte clădiri domnești, clădiri ale meseriașilor catolici și de neam străin, germani sau maghiari. De asemenea, a fost jefuită și parohia romano-catolică. La năvălirea din Săvârșin au luat parte și sătenii din Petriș, Săliște, Ilteu, Toc, Hălăliș, Vinești, Roșia, Temeșești și alte sate.
În Vinești au jefuit biserica catolică și au ars crâșma domnească. În Hălăliș, de asemenea crășma domnească. În Vărădia au prădat și ars casa familiei nobiliare Kaszonyi, precum și dependințele acesteia. În Giulița a fost arsă crâșma domnească și o moară cu două roți. În Govojdia (azi Nicolae Bălcescu) răsculații au prădat și apoi ars o altă casă domnească aparținând aceleiași familii Kaszonyi, alături de crâșma și de fânul deținut de aceasta. Ca și în alte locuri, țăranii participanți erau veniți din mai multe sate învecinate. În Bârzava, sat care se afla și el în proprietatea tot a familiei Kaszonyi, au fost prădate și arse casa, dependințele și bunurile acestei familii nobiliare.
În Conop, sat care era în proprietatea familiei Torok au fost jefuite și arse casa nobiliară și dependințele acesteia. În Odvoș a fost devastată și arsă casa provizorală a nobilului Forray, crâșma mare și dependințe ale casei. Germanii din sat au fost pe punctul de a se alătura jafului practicat de răsculați, dar un preot augustan neamț i-a convins că românii nu pradă la porunca împăratului și că aceasta este falsă, așa că au renunțat la idee. În satul vecin, Milova, a fost arsă crâșma camerală. În Șoimoș a fost prădată și aici crâșma camerală domnească, dar aceasta nu a mai fost și incendiată.
Satul următor, Radna, a tras clopotele în semn de alarmă, la apropierea răsculaților, dar sosind în localitate o unitate militară din regimentul Wurttemberg, țăranii s-au oprit în Șoimoș.
Trupa răsculaților desprinsă din valea Mureșului, care a luat-o spre sud, pe valea Streiului spre Hațeg, a lovit în 7 noiembrie toate curțile nobiliare care i s-au ivit în cale. Astfel, în Bârcea Mare și Bârcea Mică au fost jefuite casele nobililor locali și li s-a ars o parte din recoltă. La fel s-a întâmplat și în Almașul Mic, Peștișul de Jos, Peștișul de Sus, Buituri, iar în Simeria răsculații au prădat și distrus, făcându-le de nelocuit, casele contelui Banffi Gyorgy. În Biscaria au prădat curtea generalului Gyulay Ferenc, continuând jafurile altor nobili în satele Totia, Băncia, Batiz, în cel din urmă sat jefuind și apoi arzând proprietățile baronului Nalaczi Jozsef. În Sântâmăria de Piatră răsculații au provocat pagube mari și au ars casa și recolta văduvei contelui Bornemisza Ignac și a baronului Bornemisza Janos și l-au ucis pe provizorul acestuia. În Stei au fost devastate bunurile nobiliare și biserica reformată, de asemenea proprietățile nobiliare din Strei-Sângeorz și Valea Sângeorzului, în localitatea din urmă fiind ucise și două femei de rang nobiliar. Jafuri au avut loc și în Chitid, incluzând biserica reformată și unde au fost de asemenea victime din rândul nobililor, inclusiv femei și copii. În Orăștioara de Sus s-a prădat un nobil, în Bucium baroneasa Orban, în Ludești proprietățile unuia dintre conții Bethlen, în Ocolișul Mic a fost distrus hanul.
În Bretea Românească și Bretea Ungurească au fost provocate mari pagube, inclusiv bisericii reformate, dar cel mai mult a avut de pierdut contele Bornemisza Jozsef, care a mai pierdut tot ce deținea în satele Bretea, Călanul Mic și încă un sat. Un cancelist a fost ucis în Bretea Română. Pagube provocate și în Râu de Mori, Covragiu, Cinciș, Ruși. În Sântămărie-Orlea a fost lovit castelul familiei Kendeffi, care a fost și incendiat. Biserica reformată de asemenea a fost jefuită. Prăzile au continuat în Sălașul de Jos, Rușor, Râu Alb, Galați (inclusiv biserica reformată, fiind ucise două femei de rang nobiliar). În satul Baru Mare, fiind pe jumătate militarizat, țăranilor li s-au alăturat și grănicerii români pentru a jefui nobilii. În Pui și Ponor au fost prădați toți nobilii, iar casele lor distruse complet. În Râu-Bărbat a fost prădată biserica reformată, alături de toate bunurile nobililor din sat.
De la Nălați-Vad, o parte din răsculați au plecat spre Zăicani. Au jefuit și ars în Nălați casa baronului Nalaczi Jozsef, în Nălați-Vad, Pâclișa, Cârnești, Peșteanca, Breazova, Ostrov, Grădiște, Clopotiva au fost prădați toți nobilii locali și unde au existat, preoții reformați. O femeie de rang nobiliar a fost ucisă în ultima localitate. Pagube mari au fost provocate în Râu de Mori, Plopi, Măceu și Vad, inclusiv biserica reformată din ultimul sat, iar un cetățean a fost ucis în Zăicani. Răscoala a continuat să se întindă în satele Tamaștelec, Slivașul de Jos, Mățești, unde s-au petrecut aceleași scene, prăzile durând până în data de 13 noiembrie.
Pe Mureș în sus, răsculații au apărut în 4 noiembrie la Șoimuș, seara, după ce rândurile le-au fost îngroșate de satele ce le-au căzut în cale: Vălișoara, Căinel, Crăciunești, Stoeineasca, Fornădia, Nevoieș, Buruiene, Nojag și altele. Intrați noaptea în localitate, au început să jefuiască și să distrugă, inclusiv biserica reformată, prăzile ținând și în următoarele trei sau patru zile, fiind ucis provizorul unui nobil.
În 5 noiembrie o parte din răsculați au pornit mai departe spre Hărău, iar cei rămași în Șoimuș au trecut în data de 6 în Mintia. În Mintia au lovit grav proprietățile mai multor conți. Din Mintia, unii răsculați au plecat spre Bobâlna, alții spre Hărău, unde a fost ucis învățătorul reformat și alți doi oameni. Viteza de mișcare a răsculaților plecați din Șoimuș în 5 noiembrie a fost foarte mare, dimineața aflându-se la Hărău, pentru ca la ora 8 să fie la Chimindia, la 10 la Banpotoc, Cărpiniș, Uroi, la 12 la Rapolt, la 14 la Bobâlna, la ora 17 la Folt, la 18 în Geoagiu, la ora 20 la Băcăinți și Homorod, iar în 6 dimineața la Binținți. În data de 6, la ora 10 erau la Pișchinți, Șibot, Vinerea, la 12 la Cioara, Tărtăria, în aceeași zi la Vurpăr, iar în 7 noiembrie la Vinț, ridicând pe drum satele la răscoală și lăsând țăranii localnici să se ocupe de jafuri și distrugeri.
Revendicările lor sunt în principal sociale, precum desființarea iobăgiei și a claselor nobiliare, impozite plătite de către toți supușii coroanei austriece. Răscoala va căpăta după scurt timp accente de luptă națională împotriva clasei nobiliare maghiare. Răscoala se extindea extraordinar de repede în aproape toată Transilvania, dar în doar câteva săptămâni este înăbușită, în principal de către nobilii maghiari.
Pe 14 decembrie 1784 Horea decide să întrerupă lupta și să se ascundă până în primăvara anului 1785, când dorea să reia răscoala. Se ascunde împreună cu Cloșca, în pădurile din jurul satului său natal, Albac, însă sunt capturați de trupele austriece pe 27 decembrie 1784. Printre trădători se numărau iobagi din zonă și se pare că unii îi erau rude. La o lună după prinderea lui Horea și Cloșca a fost capturat și Crișan, al treilea conducător al răscoalei tărănești.
În continuare prezentarea continuă cu veștmintele lui Horea, care arată că era îmbrăcat cu suman negru, împodobit pe margini cu cusături vinete, și cioareci strâmți, cojoc de piele de oaie și căciulă neagră.
Horea și Cloșca au fost întemnițați în cetatea Alba Iulia și supuși interogatoriilor, în special pentru că nobilii maghiari doreau să afle cum s-a propagat răscoala atât de repede și pe întindere atât de mare. Interogatoriul a constat din 118 întrebări, dar cei doi capi ai răscoalei au refuzat să mărturisească sau au negat orice legătură cu răscoala iobagilor români. În perioada 28 ianuarie–24 februarie 1785 Horea și Cloșca au fost interogați în șase rânduri, dar anchetatorii nu au obținut nimic.
Pentru ca românii să se poată convinge că fruntașii răscoalei au fost prinși, Horea și Cloșca au fost purtați timp de câteva săptămâni prin satele revoltate. Ruta convoiului care i-a expus românilor pe Horea și Cloșca capturați a urmat următorul traseu: la dus, Alba Iulia-Vințu de Jos-Șibot-Orăștie-Deva, iar la întoarcere Șoimuș-Rapolt-Bobâlna-Geoagiu-Inuri-Vurpăr-Alba Iulia. Cei doi au fost transportați fiecare într-un car, escortați de 40 husari din Regimentul de Toscana și 35 soldați din Regimentul Orosz.

## Moartea
Condamnat la moarte, Horea a fost tras pe roată pe 28 februarie 1785, alături de Cloșca, pe un mic deal de lângă cetatea Alba Iulia. Horea și-a scris testamentul pe 25 februarie 1785, în celula în care era deținut, documentul fiind scris de preotul Nicolae Rațiu.
Aceasta a fost ultima execuție prin tragere pe roată din Sfântul Imperiu Roman de Națiune Germană, după acest eveniment pedeapsa fiind abolită din codul penal austriac. Pentru rebeliune, motiv pentru care au fost acuzați Horea și Cloșca, codul penal austriac prevedea pedeapsă maximă decapitarea cu sabia, nu tragerea pe roată. S-a vrut însă să se înspăimânte cât mai mult iobagii români, astfel încât s-a apelat la această condamnare extrem de dură, rezervată în mod normal doar tâlharilor și ucigașilor.
Primul a fost executat Cloșca, iar al doilea Horea. Dacă Cloșca a fost torturat cu cruzime extremă, primind multiple lovituri cu roata până când i s-a dat lovitura de grație, Horea a primit doar o lovitură care i-a fracturat unul dintre picioare, apoi a fost ucis imediat cu o lovitură în piept. Corpurile lor au fost mai apoi despicate în mai multe bucăți și au fost expuse în diferite sate și orașe din Ardeal unde s-a manifestat răscoala iobagilor români, cu scopul de a-i teroriza pe aceștia și a-i descuraja de la viitoare acțiuni de acest gen. Fără a putea fi confirmat dintr-o sursă sigură, se spune că mâna dreaptă a lui Horea ar fi fost expusă pe Gorunul lui Horea de la Țebea, acesta fiind unul dintre locurile unde Horea ar fi ținut sfat cu răsculații. Mâna ar fi fost ulterior îngropată la rădăcina gorunului.

## Galerie de imagini

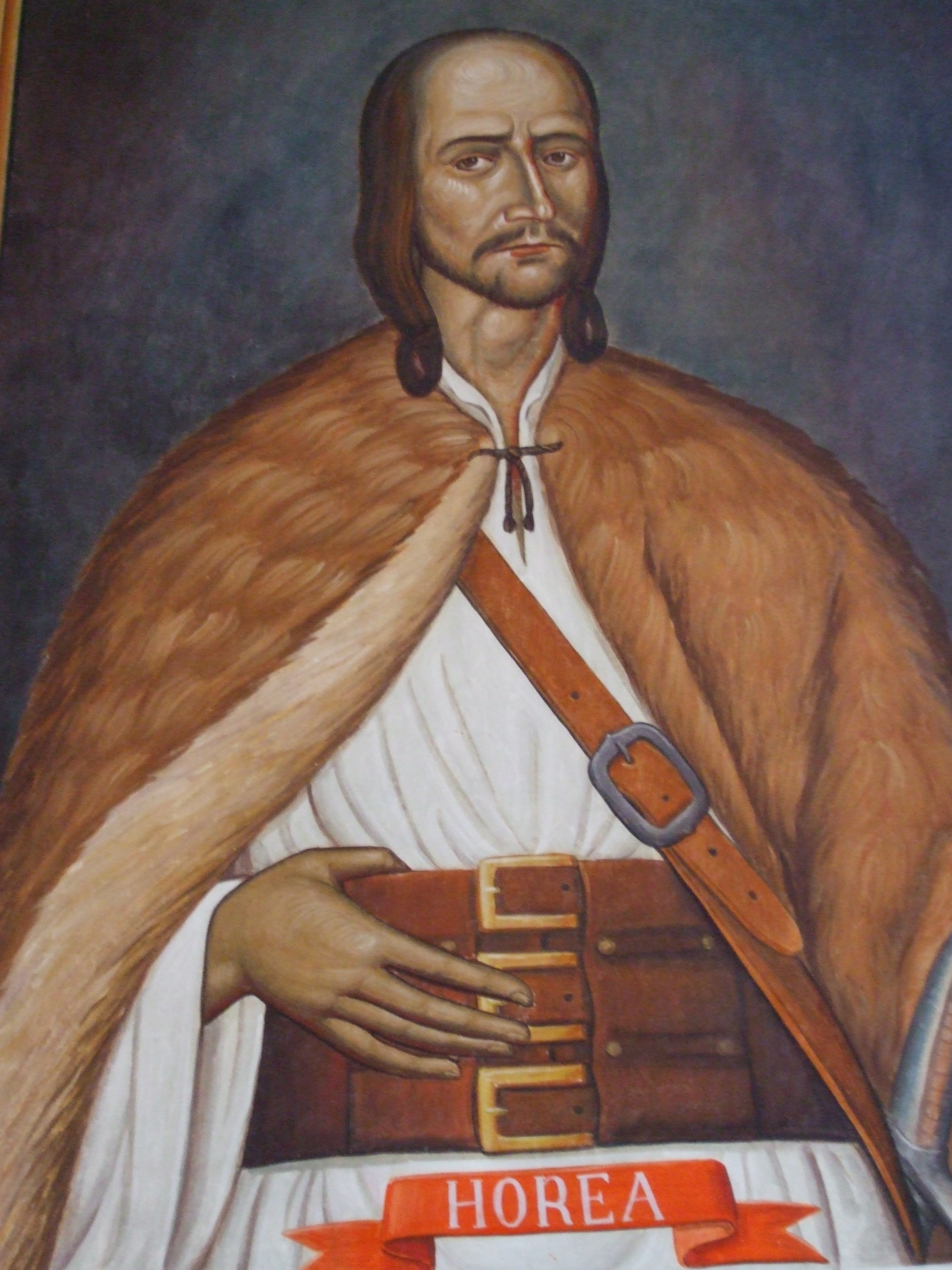
Vasile Ursu Nicula - HOREA, după o pictură aflată în biserica din comuna Horea,Jud.Alba.
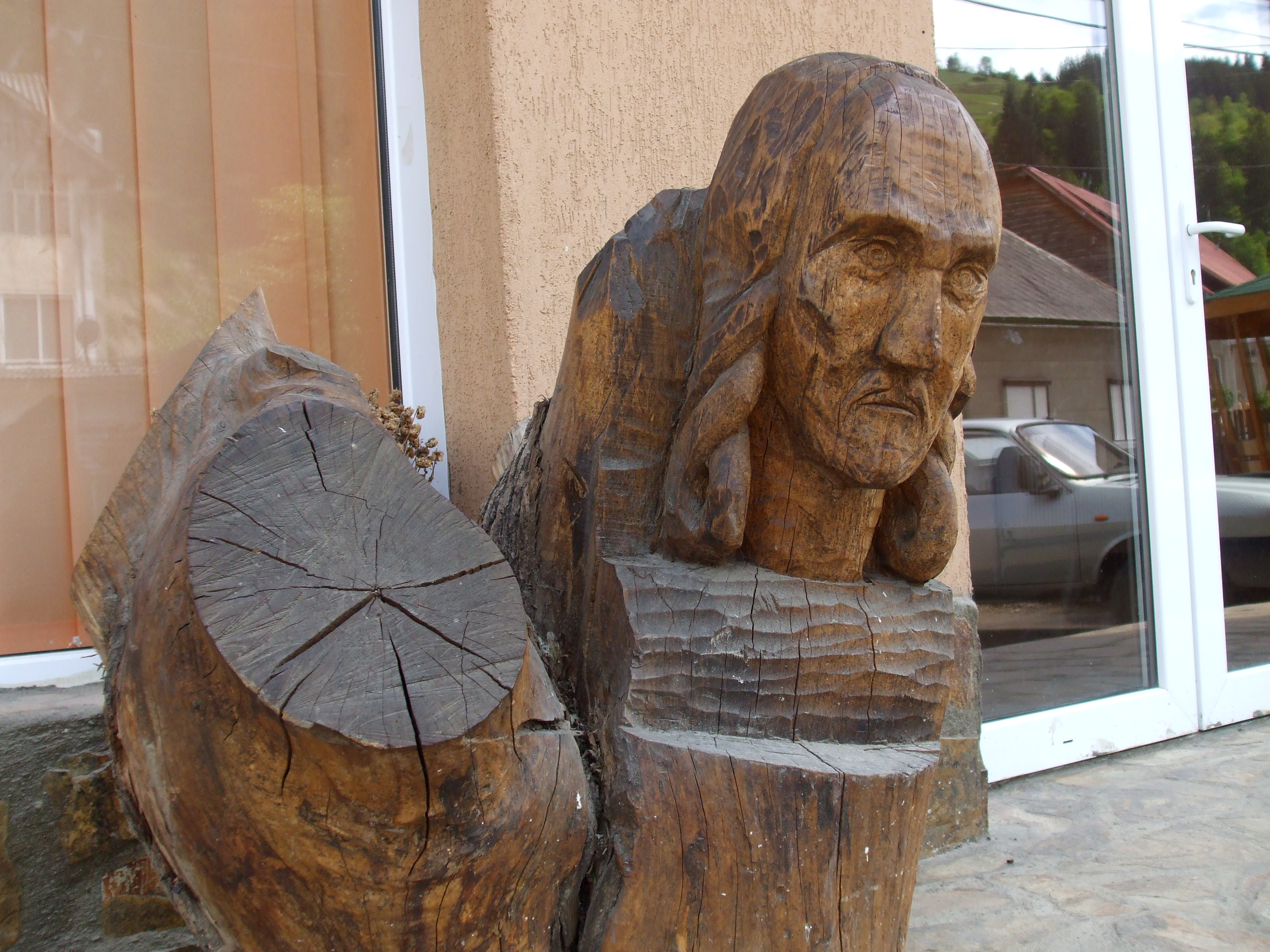
Primaria Albac - Bustul lui Horea , sculptură în lemn .
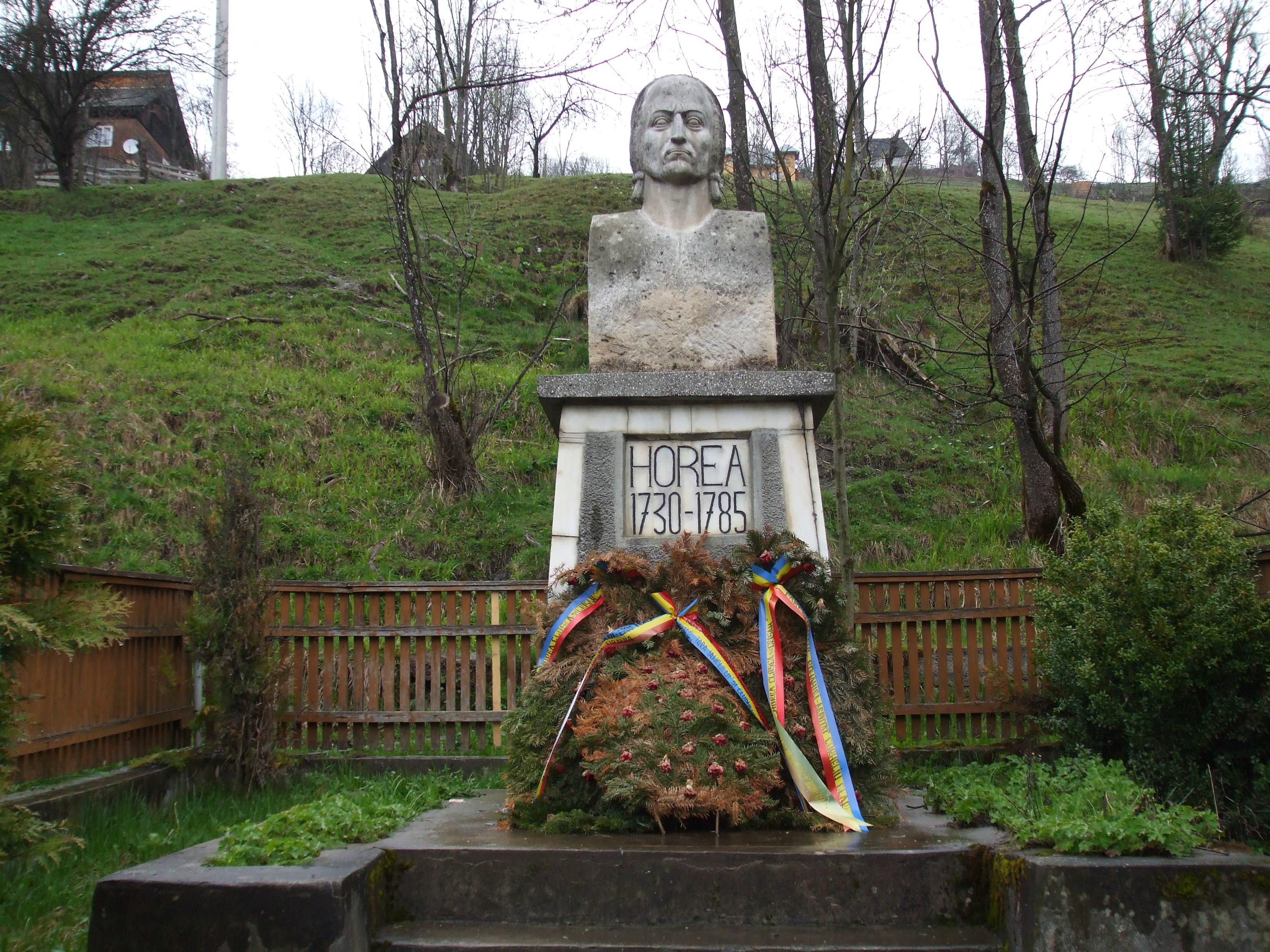
Bustul lui Horea din comuna natală .
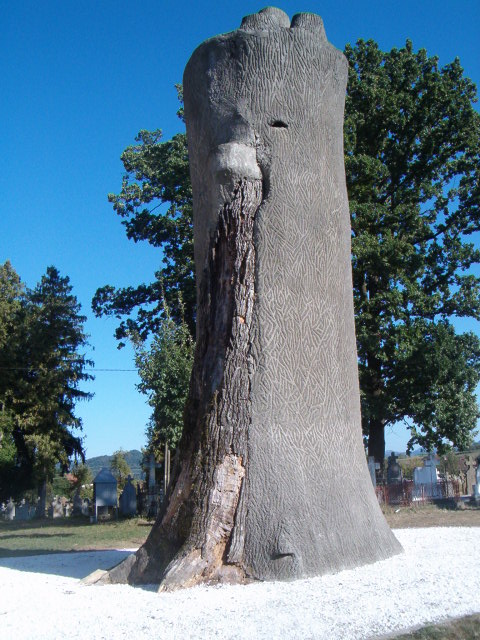
Gorunul lui Horea